# Ős-Budavára
Az Ős-Budavára, olykor Ősbudavár formában is, egy budapesti szórakoztatókomplexum volt a Városligetben, mely a milleniumi ünnepségsorozat részeként 1896. május 2-án nyitotta meg kapuit, a korábbi világkiállítások mintájára (Alt-Wien, Vieux-Paris). (Érdekességként megemlítendő, hogy a város budai oldalán néhány nappal az Ős-Budavár megnyitását követően, 1896. május 23-án Konstantinápoly Budapesten néven nyílt vigalmi negyed, mely hasonló koncepciók alapján épült meg.)

## Története
Az Ős-Budavár megvalósításának ötletgazdája egy budapesti ügyvéd, Dr. Bossányi Iván volt, aki tőkéstársakat bevonva alapította meg az Ős-Budavár Részvénytársaságot 1895. október 17-én. Nem titkoltan, a millenniumi kiállításra érkező tömegekre alapozták az üzletpolitikájukat.
Az önmagát előkelő mulatóhelyként reklámozó szórakoztató komplexum, az 1866-ban megnyilt Fővárosi Állat- és Növénykert közvetlen szomszédságába, annak kihasított területére épült. Tulajdonképpen egy mű-városrész volt, amely a középkori–kora újkori Budai vár hangulatát igyekezett megteremteni a látogató közönség számára.  Felépítését Oskar Marmorek műépítész vezetésével egy részvénytársaság végezte, az üzletvezető pedig Friedman Adolf volt. Az épületeket Vidor Emil és Vogl Lajos tervezte. A gigantikus létesítményt végül 70 000 m²-en 2 millió koronát meghaladó költséggel építették fel. 
A látszat ellenére kő helyett csak fából és gipszből épült. A korabeli népnyelv „Pappundeklipolisznak” nevezte gyenge alapanyaga miatt. Az elgondolás szerint Budavára török kori arculatát építették fel. A terv egy korabeli olasz műszaki tiszt feljegyzésein és vázlatain alapult, melyet közvetlenül a török elleni harcok után a várban készített. A vázlatot a bécsi irattárban találták, ezek szerint a komplexum egy része hűen őrizte a budai vár középkori megjelenését.
A több hektáros terület a török időket megidézni próbáló hatalmas szórakoztatóközpont volt középkori utcákkal, terekkel, régi házakkal, tornyokkal. A kor hangulatát középkori öltözékű táncosok, kobzosok, csepűrágók, mutatványosok nyújtották, de török bazár, minaret, óránként éneklő valódi török müezzin, valamint a török pasa háreme is látható volt. 
A terület legnagyobb részén vendéglők, sörözők, kocsmák, lacikonyhák, kávéházak működtek, de ledér és rossz erkölcsű szórakozóhelyek is voltak, mint a Párizsi Kávéház. Reggeltől hajnalig tartott nyitva, éjjel izzólámpák ezrei világították ki, még a fákat is lámpafüzérekkel díszítették. Az Ezredéves Kiállítás ideje alatt rendkívül népszerű volt, naponta átlagosan húszezer ember látogatott ki a területére.
A sokféle látványosság ellenére a vállalkozás már az első évet veszteséggel zárta. De az Állatkertnek szüksége volt a bérleti díjra és a park léte az ekkoriban kialakuló idegenforgalomra is jótékony hatással volt, ezért a Székesfővárosi Tanács még pár évig meghosszabbította működését. Azonban a Részvénytársaság vezetői nem bizonyultak sikeres üzletembereknek, a külföldi fellépők gázsija talán túl sokba került, és még az időjárás sem kedvezett nekik. Mindez oda vezetett, hogy a hiányt nem sikerült nyereséggé fordítani, és a mulató csődbe ment. Az új igazgató, Friedmann Adolf, ezzel szemben kitűnő vállalkozóként sikeresen működtette a parkot. Átépítette, kevesebb épületet, teret alakított ki, olcsóbb belépődíjat kért, vagyis a sok kicsi sokra megy elve alapján működött. Ahogy korábban is, minden évben sok újdonság várta a közönséget, és a történelmi eseményeket idéző felvonulások valódi parádéknak bizonyultak. A lakosság újra megszerette és használta is a városligeti mulatónegyedet. Nem látogatta viszont az Állatkertet, amely időközben teljesen tönkre ment. Az Állatkert északi részén, annak bérleteként működő Ős-Budavára virágzott, ugyanott, attól délre a régi Állatkert elpusztult. A csőd pedig magával rántotta a mulatót is, mivel az új Fővárosi Állatkert építkezései már nem adtak helyet Friedmann Adolf vállalkozásának.
Az építményt ideiglenesnek szánták, ám népszerűsége miatt 1907-ig engedélyezték működését. Az Állatkert újjáépítése miatt azonban akkor a főváros tanácsa lebontatta az épületeket, majd ott alakította ki - a Széchenyi fürdő építése miatt - a régi helyéről kiszoruló vurstlit, amely hivatalos néven új mutatványostelepként kezdte meg működését 1909-ben.
A terület későbbi történetéről:

## Képtár

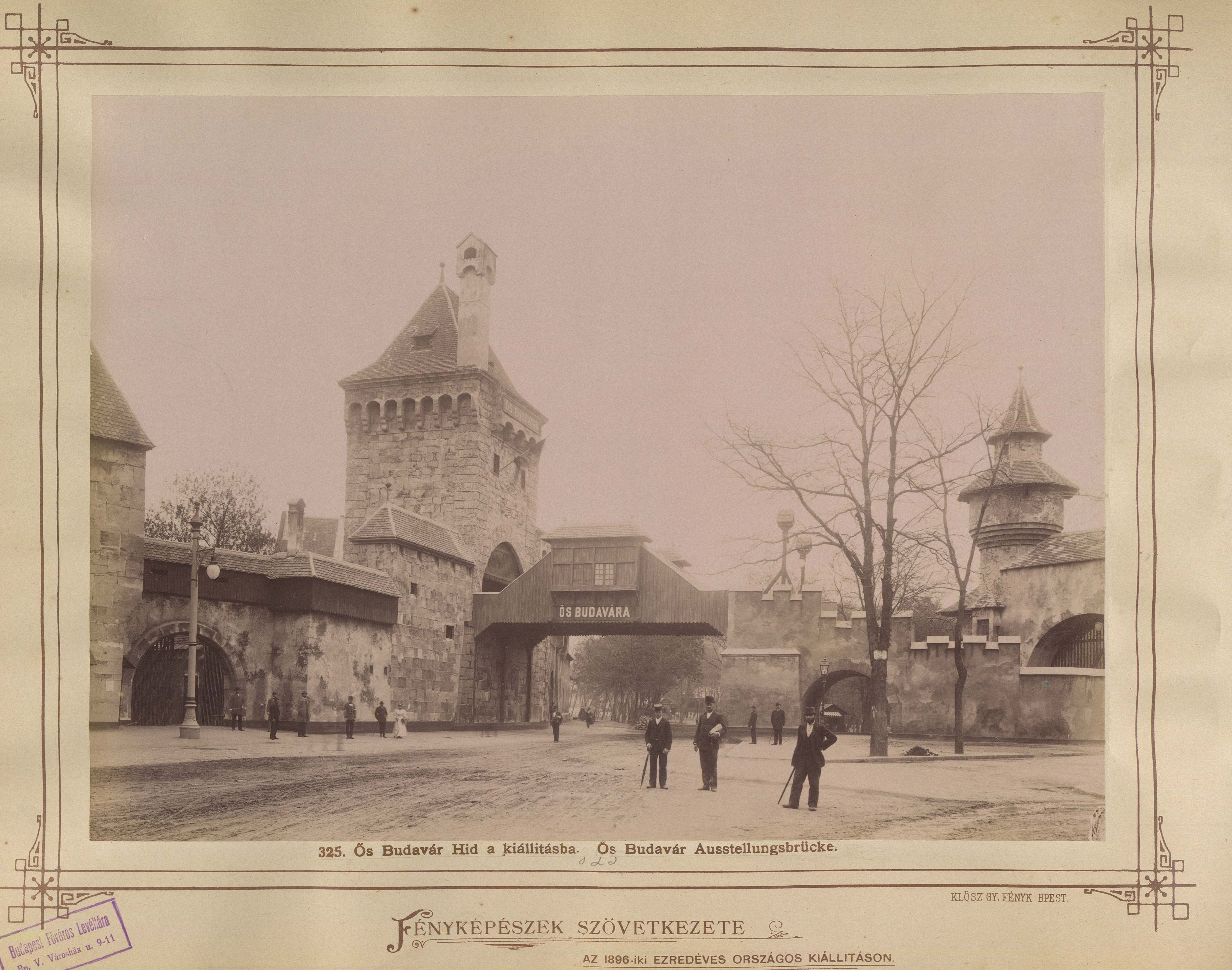
Kapuépület
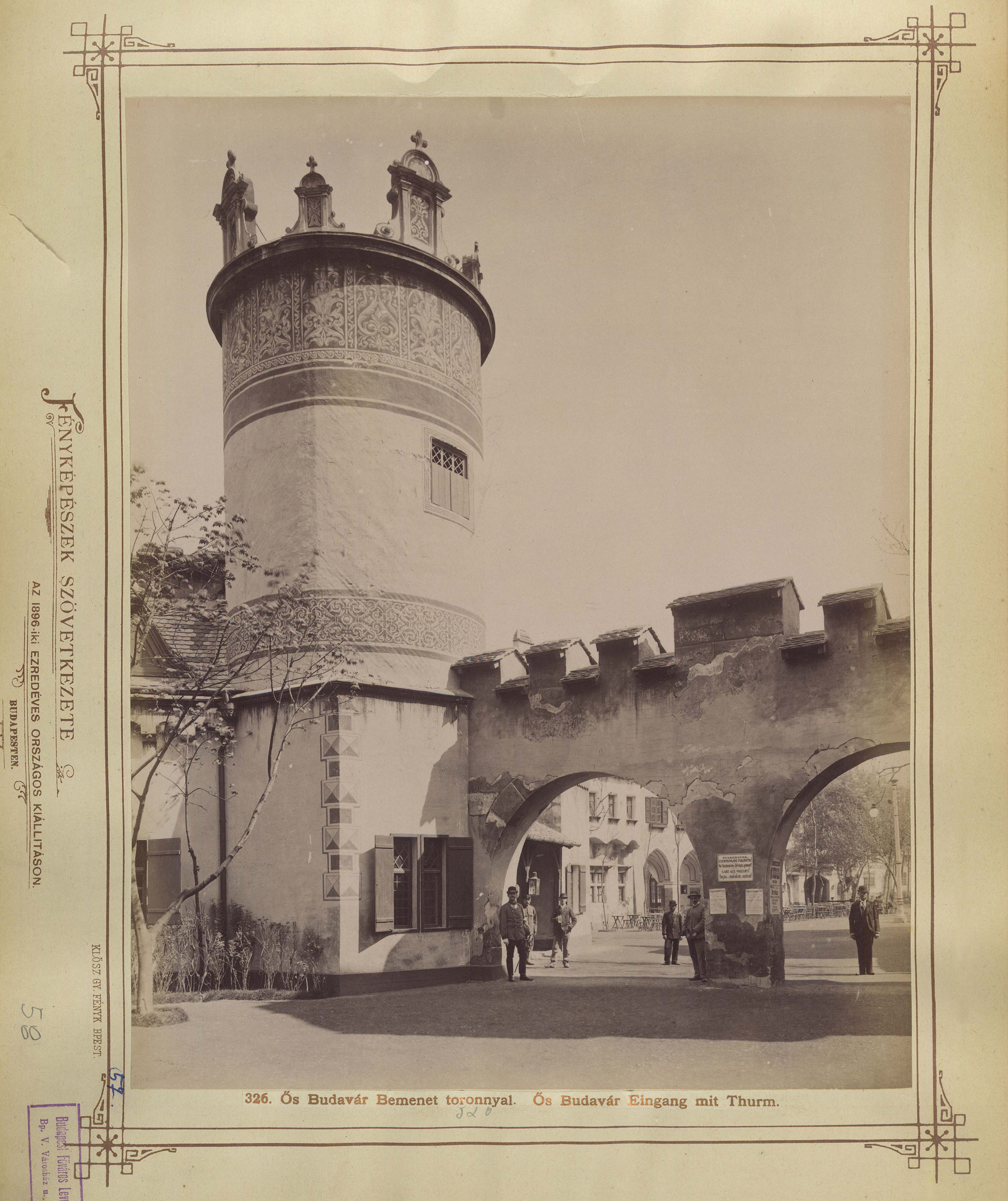
Torony
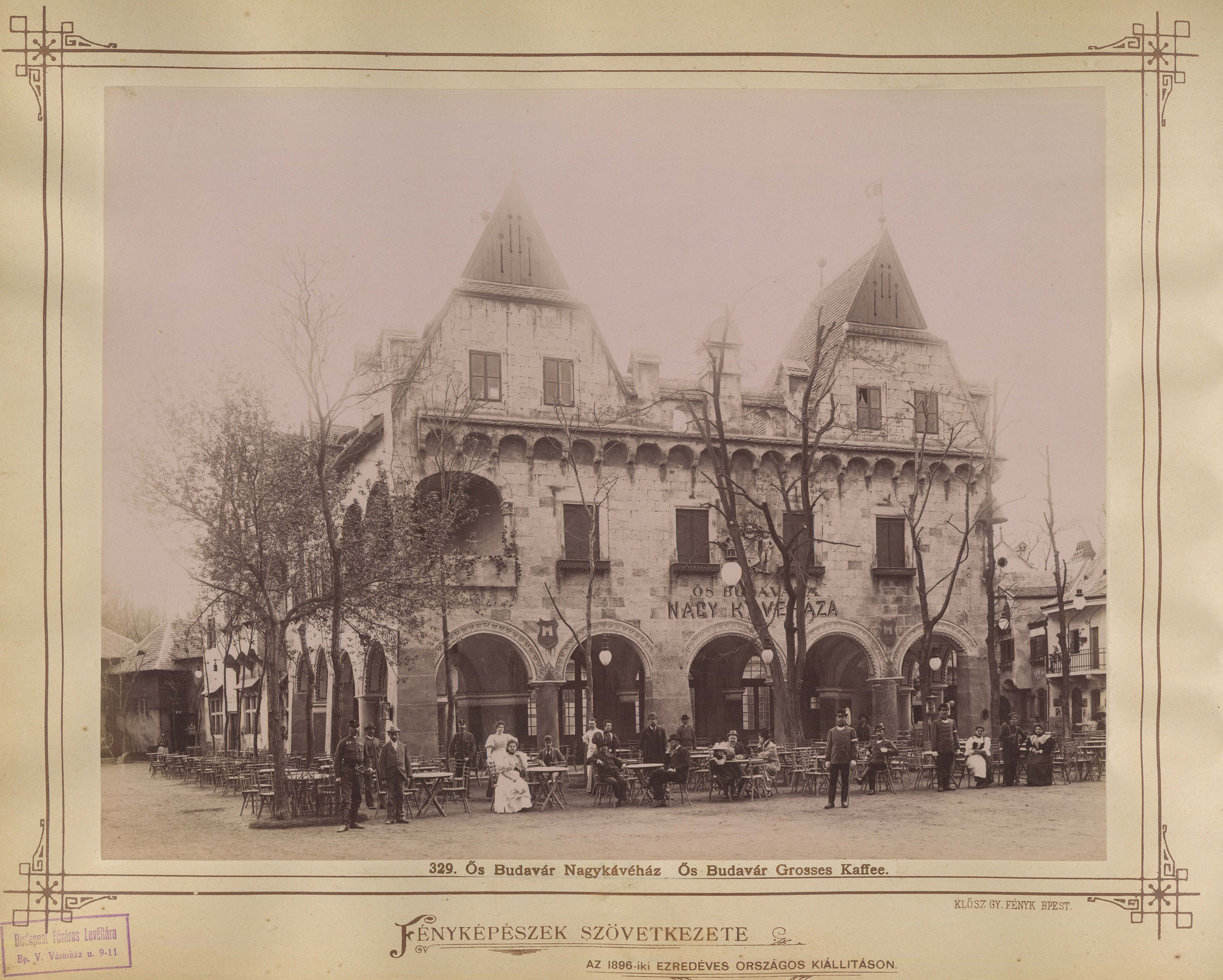
Nagy Kávéház
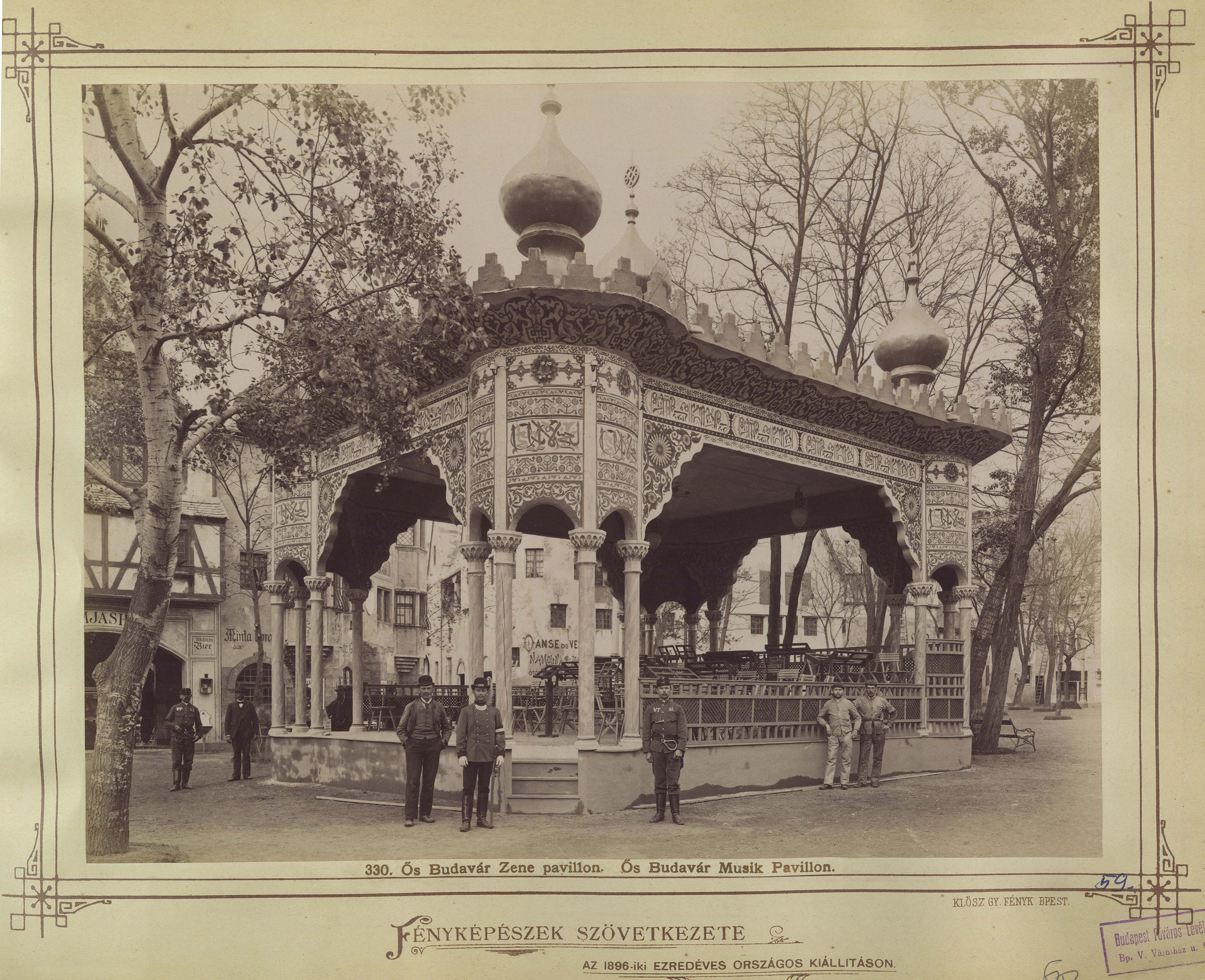
Zenepavilon
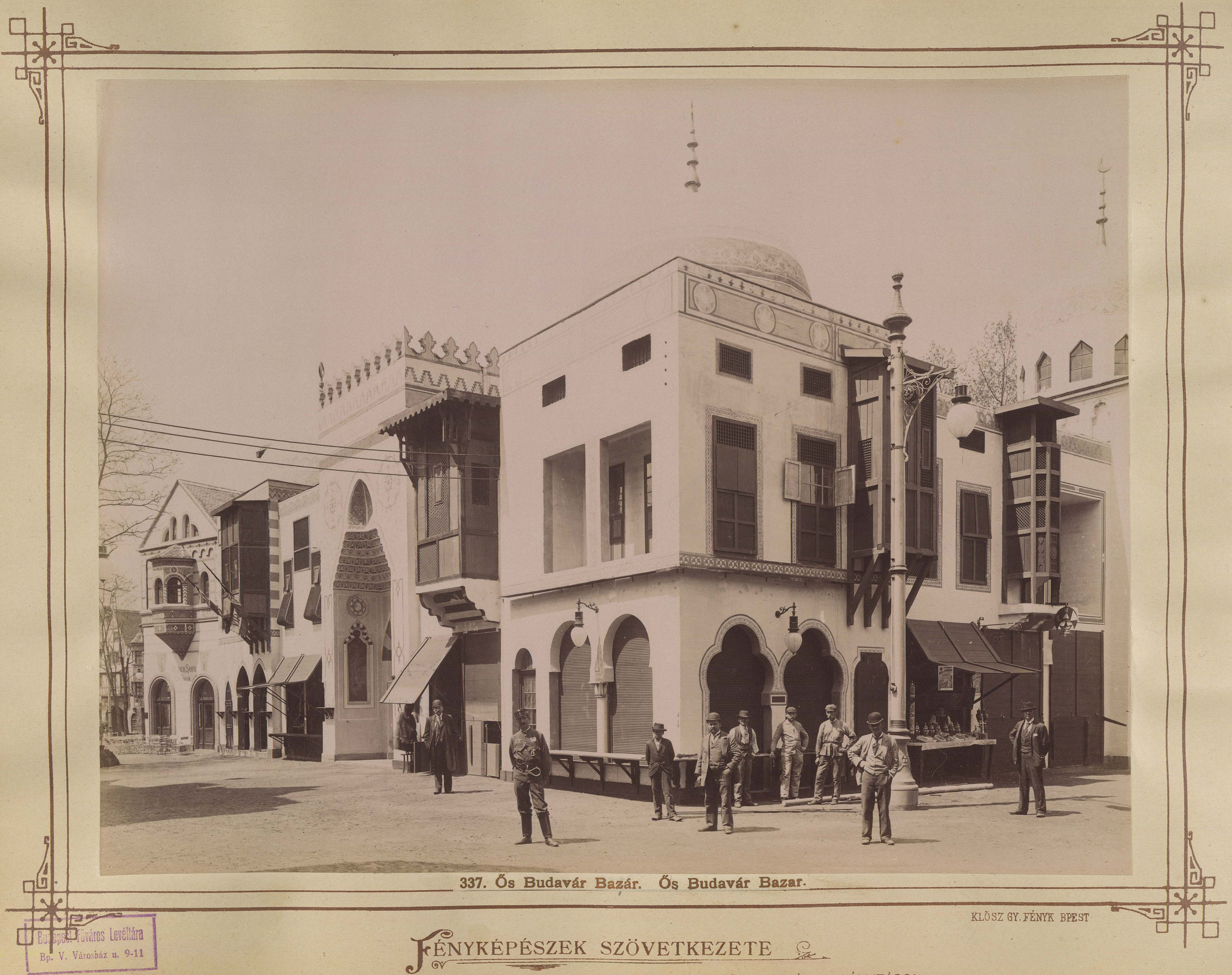
Bazársor
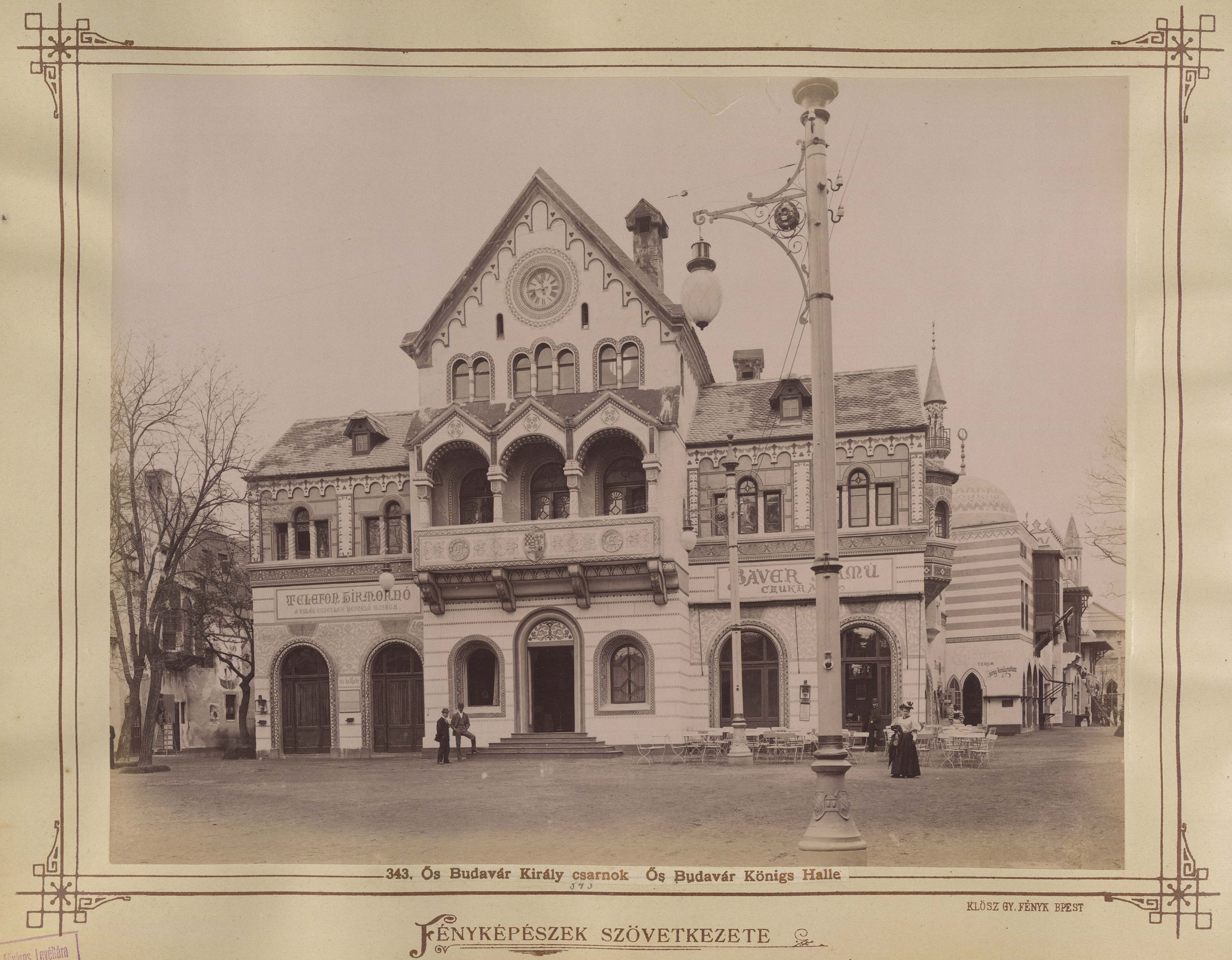
Királyi csarnok
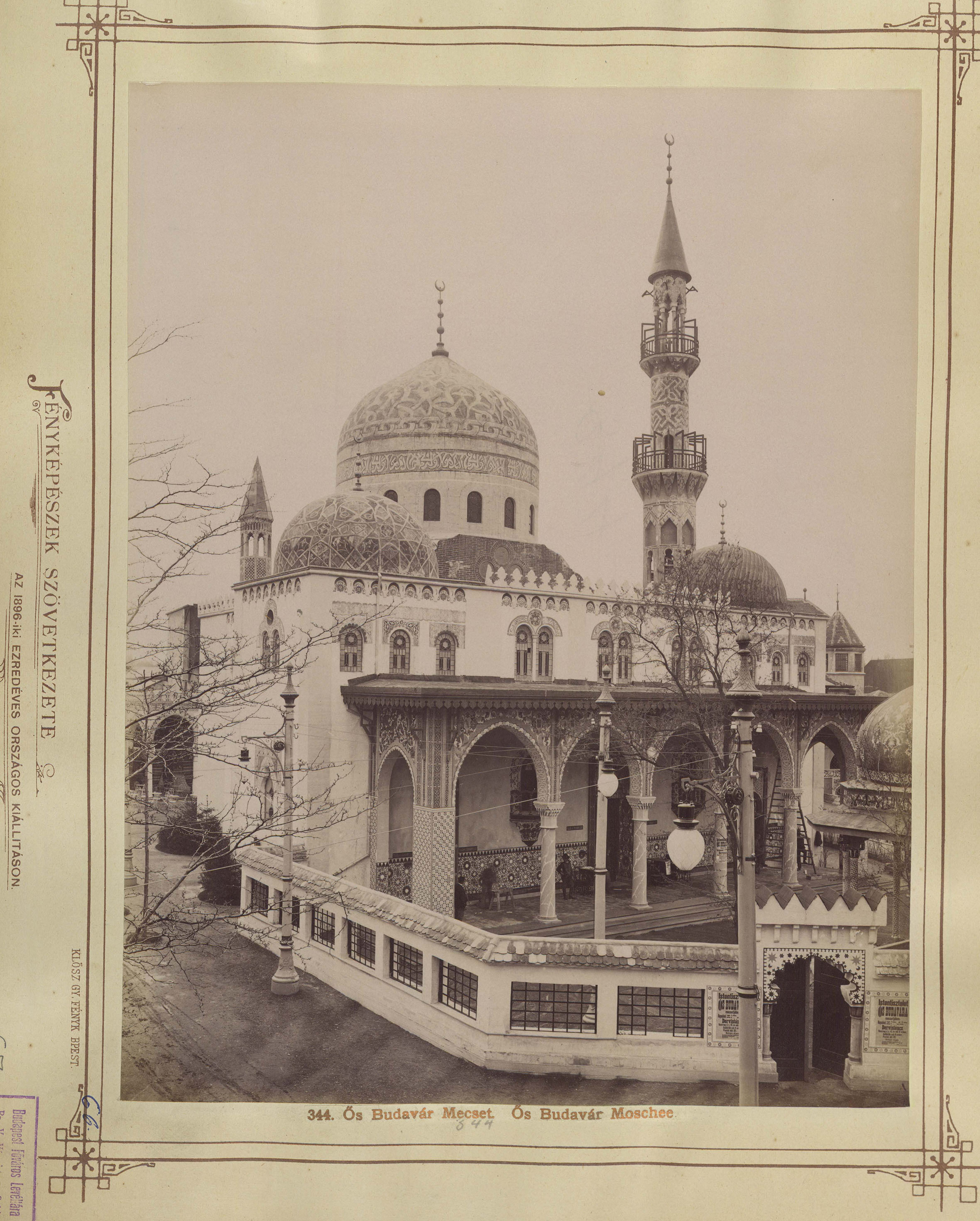
Mecset
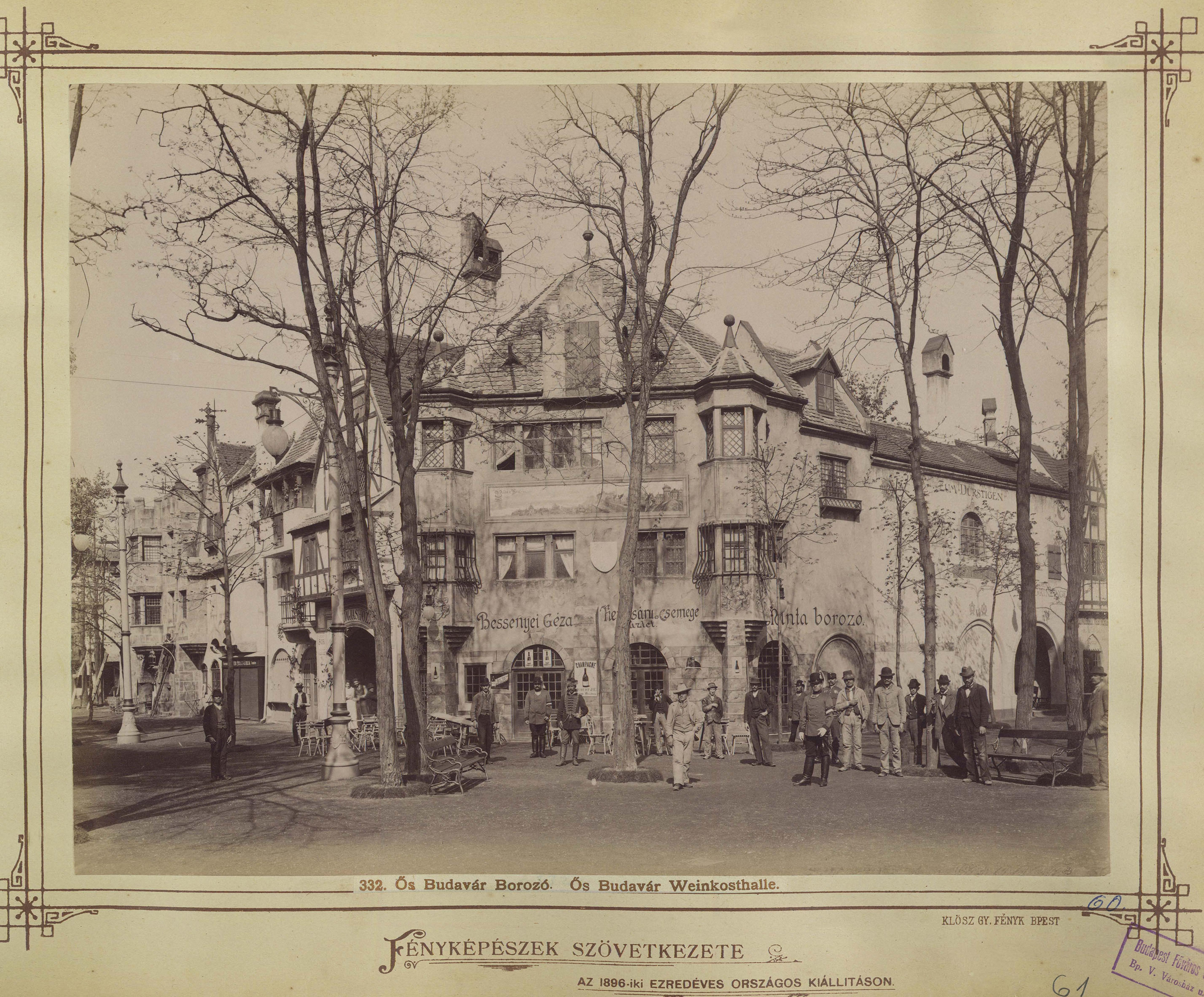
Borozó

## Egyéb irodalom
- Gottdank Tibor: Vidor Emil, a műépítész, Balassi Kiadó Kft., Budapest, 2022, ISBN 9789634561248